# Provincia di Tindouf
La provincia di Tindouf (in arabo: تندوف) è una delle 58 province dell'Algeria. Prende il nome dal suo capoluogo Tindouf.

## Storia
Nel 1963 questa porzione di territorio e altre, poiché, prima della colonizzazione francese del Marocco, ne facevano parte (Impero Cherifien), lo rivendicava come proprio: ne conseguì un breve conflitto, noto come guerra della sabbia, il cui esito fu però il mantenimento dello status quo. Prima di ciò ci furono trattative dopo l'indipendenza dell'Algeria tra Sua Maestà il re Hassan II e il presidente algerino Ahmed Ben Bella senza ostilità, ma l'Algeria rifiutò di cedere i territori al Marocco e dunque entrarono in conflitto.
Tindouf faceva parte del Marocco nel territorio che attualmente i nazionalisti marocchini rivendicano e chiamano Sahara Orientale (in arabo: الصحراء الشرقية), che comprende le province di Bèchar, El Bayadh, Naama, Sedi Bel Abbès, Timimoun e altre.

## Popolazione
La provincia conta 49.149 abitanti, di cui 24.996 di genere maschile e 24.153 di genere femminile, con un tasso di crescita dal 1998 al 2008 del 6,3%.

## Amministrazione
La provincia è suddivisa in un distretto, composto da due comuni.

Tindouf

- Distretto di Tindouf
  - Tindouf
  - Oum el Assel

## Economia
Nella parte più meridionale della provincia si trova la località di Ghar Jbeilat, dove è stata trovata una delle miniere di ferro più grandi del mondo.